# Взривове в Бразавил (2012)
Взривовете в склад за боеприпаси в Бразавил се случват на 4 март 2012 г. около 8 часа сутринта местно време в квартал Уанзе, в северната част на гр. Бразавил - столицата на Република Конго.
Предполага се, че причината за инцидента е токов удар в склад за танкови боеприпаси на бронирания полк, базиран в града.

## Бразавил
Взривовете продължават около 5 часа. По първоначални данни са загинали 206 души – 136 при експлозиите и още 70 починали в болница. Броят на загиналите към 6 март е 236. В това число влизат и 6 китайски работници, заети на строеж близо до мястото на взрива. Ранените се изчисляват на над 2000 души, значителна част от тях са били затрупани при срутване на сгради от ударната вълна и възникнали в града пожари.

## Киншаса
Взривовете засягат и Киншаса - намиращата се на другия бряг на р. Конго столица на ДР Конго. Там са изпочупени прозорци и са повредени покриви, а няколко военни поделения са вдигнати по тревога и разположени по границата с Република Конго, тъй като в първоначалния хаос е имало погрешни сведения, че е започнала война.

## Помощ
Още същия ден Франция изпраща хуманитарна помощ, а френски и руски пожарникари се включват в потушаването на пожарите.